# Antero Immonen
Heimo Antero Immonen (ur. 15 grudnia 1935 w Kotce) – fiński skoczek narciarski, reprezentant klubu Lahden Hiihtoseura, uczestnik Zimowych Igrzysk Olimpijskich 1964.
Na mistrzostwach świata w narciarstwie klasycznym w 1958 w Lahti zajął szóste miejsce w konkursie skoków. W 1962 w konkursie o mistrzostwo świata na obiekcie K-60 zajął 18. miejsce. Wziął także udział w konkursach skoków na igrzyskach w 1964 i zajął dwukrotnie 31. miejsce.
W latach 1961–1964 startował w konkursach Turnieju Czterech Skoczni. Najwyższe miejsce zajął 29 grudnia 1963 w Oberstdorfie, gdzie był drugi.

## Osiągnięcia

### Igrzyska olimpijskie
| Igrzyska        | Data             | Skocznia | Konkurs | Skok 1    | Skok 1 | Skok 2    | Skok 2 | Skok 3    | Skok 3 | Nota łączna | Miejsce | Strata | Zwycięzca        | Źródło |
| Igrzyska        | Data             | Skocznia | Konkurs | Odległość | Nota   | Odległość | Nota   | Odległość | Nota   | Nota łączna | Miejsce | Strata | Zwycięzca        | Źródło |
| --------------- | ---------------- | -------- | ------- | --------- | ------ | --------- | ------ | --------- | ------ | ----------- | ------- | ------ | ---------------- | ------ |
| 1964, Innsbruck | 31 stycznia 1964 | normalna | ind.    | 70,5      | 95,4   | 71,5      | 97,7   | 72,0      | 97,6   | 195,3       | 31.     | 34,6   | Veikko Kankkonen | [ 4 ]  |
| 1964, Innsbruck | 9 lutego 1964    | duża     | ind.    | 86,0      | 98,9   | 80,0      | 95,9   | 76,5      | 94,9   | 194,8       | 31.     | 35,9   | Toralf Engan     | [ 5 ]  |

### Mistrzostwa świata
| Mistrzostwa    | Data           | Skocznia | Konkurs | Skok 1    | Skok 1 | Skok 2    | Skok 2 | Skok 3    | Skok 3 | Nota łączna | Miejsce | Strata | Zwycięzca       | Źródło |
| Mistrzostwa    | Data           | Skocznia | Konkurs | Odległość | Nota   | Odległość | Nota   | Odległość | Nota   | Nota łączna | Miejsce | Strata | Zwycięzca       | Źródło |
| -------------- | -------------- | -------- | ------- | --------- | ------ | --------- | ------ | --------- | ------ | ----------- | ------- | ------ | --------------- | ------ |
| 1958, Lahti    | 9 marca 1958   | normalna | ind.    | 69,5      |        | 59,5      |        | –         | –      | 208,0       | 6.      | 16,5   | Juhani Kärkinen | [ 6 ]  |
| 1962, Zakopane | 21 lutego 1962 | normalna | ind.    | 64,0      | 102,2  | 64,5      | 99,4   | 64,0      | 95,3   | 201,6       | 18.     | 22,0   | Toralf Engan    | [ 2 ]  |